# Парламентские выборы в Азербайджане (2010)
Парламентские выборы в Азербайджане состоялись 7 ноября 2010 года. По мажоритарной избирательной системе избирались 125 депутатов четвёртого созыва однопалатного парламента страны — Милли Меджлиса. Правом голоса обладают 4,95 миллиона человек.
За 125 депутатских мандатов боролись 690 кандидатов, представлявших 33 политические партии. За выборами следили около 48 тысяч наблюдателей, в том числе около тысячи иностранных. Порог явки на выборах отсутствует, тем не менее, к 12:00 по местному времени проголосовало уже 24 % зарегистрированных избирателей.

## Предвыборная кампания
Перед выборами миссии международных организаций выступили с промежуточными очтётами о предвыборной ситуации. Миссии ОБСЕ и ПАСЕ отметили ряд несоответствий демократическим стандартам (проблемы с проведением предвыборных дебатов, вмешательство в предвыборный процесс и регистрацию кандидатов со стороны властей, ограничение свободы доступа к информации о кандидатах через телевидение и др.); миссия СНГ высказалась о подготовке к выборам исключительно положительно. Главными проблемами предвыборной кампании официальный представитель Государственного департамента США Филип Кроули назвал «недостаточно сбалансированное освещение в СМИ предвыборной кампании различных кандидатов, ограничения в осуществлении права на свободу слова и собраний и несовершенный процесс регистрации кандидатов, создавший для участников выборов неравные условия».
Фаворитом выборов считалась партия президента страны Ильхама Алиева «Новый Азербайджан». Зарегистрировано 107 её представителей. По социологическому опросу Центра мониторинга «Ряй», около 42,2 % избирателей готовы были отдать свои голоса за кандидатов «Нового Азербайджана», 11,9 % — за независимых кандидатов, 1,7 % — за кандидатов блока Партии Народного фронта Азербайджана и Мусават и менее 1 % — за представителей других партий и объединений.

## Результаты выборов
По данным exit polls, «Новый Азербайджан» получит как минимум 63 места в Милли Меджлисе из 125. По предварительным данным после подсчёта голосов на 4891 участке из 5314, «Новый Азербайджан» может рассчитывать на 71 депутатский мандат. Явка составила 50,14 % от общего числа зарегистрированных избирателей.
| Партия                                     | Мест | Δ   |
| ------------------------------------------ | ---- | --- |
| Новый Азербайджан                          | (74) | ▲13 |
| Партия гражданской солидарности            | 3    | ▬   |
| Партия Коммунистов («Ана Вэтэн»)           | 2    | ▬   |
| Беспартийные кандидаты                     | 38   | ▼5  |
| Не указавшие свою партийную принадлежность | 8    | ▲5  |

Азербайджанская оппозиция заявила, что результаты выборов были подтасованы. Противники партии «Новый Азербайджан» президента Ильхама Алиева заявляют, что властные структуры подавляют в стране демократические свободы, пользуясь иммунитетом от западной критики. Как сообщили наблюдатели от ОБСЕ, к ним поступали жалобы на запугивания избирателей и дисквалификацию неугодных кандидатов. Центризбирком Азербайджана заявил, что принимает все меры для соблюдения правил голосования.
Наблюдатели от Парламентской ассамблеи ОБСЕ заявили, что «Власти Азербайджана приложили максимум усилий, чтобы парламентские выборы прошли в соответствии с международными стандартам», хотя был выявлен ряд нарушений. В частности, глава наблюдательной миссии Парламентской ассамблеи ОБСЕ Вольфганг Гроссрук сообщил, что на 150 избирательных участках были зафиксированы случаи фальсификации итогов выборов. 26 января 2011 года БДИПЧ ОБСЕ опубликовало итоговый доклад по выборам в Азербайджане, в резюме которого заявило, что «в целом, выборы не соответствовали ряду ключевых обязательств в рамках ОБСЕ по демократическим выборам». Наблюдатели от ПАСЕ заявили, что выборы прошли «спокойно и мирно, в соответствии с международными стандартами», однако также отметили наличие ряда недостатков в ходе выборов. Наблюдатели от Государственного департамента США заявили, что выборы не отвечали международным стандартам, однако отметили, что выборы прошли в мирной обстановке. Официальный представитель Государственного департамента США Филип Кроули также сообщил, что международные наблюдатели выявили факты наполнения избирательных урн фальшивыми бюллетенями.